# Дика: небезпечна подорож як спосіб знайти себе
Дика: небезпечна подорож як спосіб знайти себе — мемуар американської авторки Шеріл Стрейд, виданий у 2012 році. Книга описує її 1100-мильний похід вздовж Тихоокеанського хребта в 1995 році, що став для Стрейд способом впоратись з особистою трагедією та наркозалежністю.

## Визнання
- У травні 2012 року стала[1] першою книгою, обраною для Книжкового клубу Опри 2.0[en]
- У липні увійшла у список бестселерів № 1 за версією Нью-Йорк Таймс[2]
- У 2013 Дика протрималась 52 тижні у списку бестселерів NPR Hardcover Nonfiction Bestseller List[3].
- У грудні 2012 посіла перше місце в категорії «Мемуари та автобіографії» в «Goodreads Choice Awards 2012.»[4]
- Виграла у звання найкращої книги 2012 року у категорії «нехудожня література» за версією The Boston Globe та Entertainment Weekly[5]
- У січні 2013 Дика була обрана книгою тижня на BBC Radio 4.[6]
- Стала книгою року за версією NPR, St. Louis Dispatch та Vogue
- Виграла нагороду Barnes & Noble Discover Award
- У квітні 2013 Стрейд отримала Reader's Choice Award за книгу Дика на Oregon Book Awards[en][7].
- Станом на 2015 рік книга була перекладена на 30 мов.

Екранізація з Різ Візерспун у головній ролі вийшла в грудні 2014 року.